# Martin van Essen

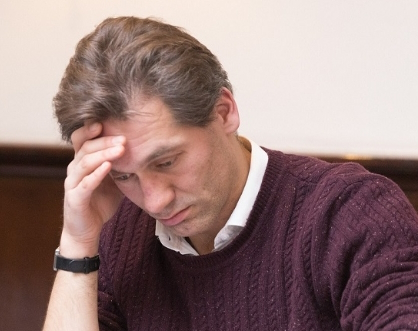
Martin Van Essen

Martin van Essen (14 giugno 1980) è un compositore di scacchi olandese.

## Carriera e contributi
È autore di studi di scacchi, con composizioni registrate nel database di Harold van der Heijden (catalogo V, aggiornata al 31 dicembre 2015) e si è distinto ottenendo riconoscimenti in tornei internazionali di composizione. Nel 2003 ha vinto il 2° Premio nel Torneo Giubilare dedicato al giornalista Tim Krabbè per il suo 60° compleanno. Nel 2005 ha vinto il 2° Premio all'Humor Study Composing Tournament, dietro all'ucraino Serhiy Didukh e nello stesso anno si è aggiudicato il 1° Premio al Torneo Giubilare in occasione del 50° compleanno del compositore israeliano Amatzia Avni.
Nel Campionato Mondiale di composizione 2004-2006 si è classificato 38° su 47 partecipanti, per la sezione D (Studi).
È riconosciuto anche per le sue capacità nella risoluzione di problemi scacchistici: nel 2011 ha vinto un Campionato di Soluzione organizzato dalla comunità olandese di risolutori di ARVES, sito notoriamente dedito alla composizione e risoluzione di studi scacchistici, ed è attivo solutore in contesti nazionali e internazionali.